# La Catedral (prisión)
La Catedral fue una prisión ubicada en Envigado, Antioquia, Colombia. Se conoce como la prisión donde el jefe del Cartel de Medellín, Pablo Escobar, fue encarcelado a cambio de no ser extraditado a los Estados Unidos. Su encarcelamiento fue acordado con el gobierno del presidente César Gaviria. Más adelante se descubrió que estaba llena de lujos y que, aparte, Escobar continuó delinquiendo y dirigiendo su Cartel desde dentro de La Catedral hasta su fuga de la prisión. La Catedral es el nombre de la vereda en la que se construyó la cárcel, donde antes funcionaba un centro de rehabilitación de drogadictos de 'Hogares Claret'.

## Características
La Catedral fue construida por órdenes del mismo Pablo Escobar en el municipio de Envigado, que limita con el municipio de Medellín, en un lote que posteriormente se sabría que era de su propiedad. La cárcel se encuentra a 9,8 kilómetros de distancia del parque principal de Envigado, por una carretera con rampas que cuentan hasta con el 21 por ciento de desnivel, en medio de una montaña con vista directa sobre Medellín.

## Reclusión de Pablo Escobar

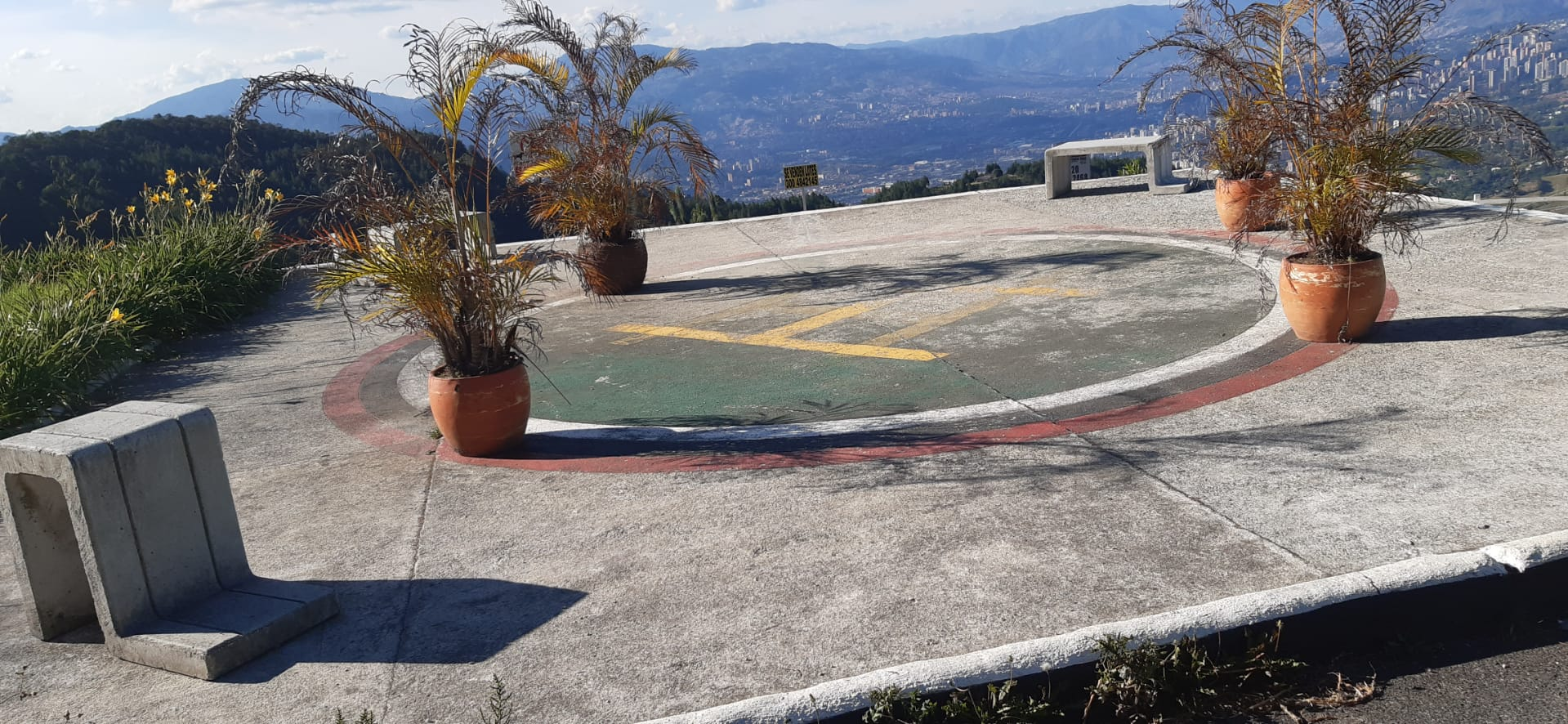
Helipuerto del edificio que alguna vez fue La Catedral

Para entregarse a la justicia, Pablo Escobar ponía como condición prohibir la extradición de colombianos en la Asamblea Constituyente y para presionar, ordena el asesinato del exministro de Justicia Enrique Low Murtra. Adicionalmente ya había ordenado a mediados de 1990 los secuestros de varias personalidades de la vida pública; Francisco Santos Calderón, jefe de redacción del periódico El Tiempo; Maruja Pachón de Villamizar, directora de Focine; y Marina Montoya, hermana del exsecretario de la presidencia Germán Montoya y la cual sería asesinada.
En la mañana del miércoles 19 de junio de 1991 Escobar se entrega en la Oficina de Instrucción Criminal de Medellín. Una hora más tarde en la Asamblea Constituyente es aprobada la no extradición de colombianos. Escobar acompañado de varias personalidades, incluida la del sacerdote eudista Rafael García Herreros es enviado a la cárcel en un helicóptero a la vez que se entregaban sus más cercanos lugartenientes; Otoniel González Otto; Carlos Aguilar Mugre; John Jairo Velásquez Popeye. Al día siguiente se presentaron al sitio Valentín de J. Taborda; Roberto Escobar Osito; Gustavo González Tavo. El jueves 27 se entregó Jorge Eduardo Avendaño Tato y al día siguiente Johnny Rivera El Palomo. El 4 de julio, José Fernando Ospina El mago, John Jairo Betancur Icopor, Carlos Díaz La Garra y Alfonso León Puerta El Angelito, previamente los Hermanos Ochoa se habían entregado en Palmira.

"Deseo que haya un juicio, con mi presentación y mi sometimiento a la Justicia deseo rendir también un homenaje a mis padres, a mi irreemplazable e inigualable esposa, a mi hijo pacifista de 14 años, a mi pequeña bailarina sin dientes de 7 años y a toda mi familia que tanto quiero. En estos momentos históricos de entrega de armas de los guerrilleros y de pacificación de la patria, no podía permanecer indiferente ante los anhelos de paz de la enorme mayoría del pueblo de Colombia. Pablo Escobar Gaviria, Envigado, Colombia. junio 19 de 1991."
Pablo Escobar. Mensaje enviado desde La Catedral.

### Polémica
Tras llevar casi un año detenido en la Catedral, Escobar entra de nuevo en polémica al saberse que varias personalidades lo estaban visitando entre ellos René Higuita. La cárcel fue paulatinamente remodelada con habitaciones cómodas, salas de billar y pool, bar, cancha de fútbol, vista de los contornos de la prisión, cuadros y a su vez muebles importados, etc. En La Catedral se celebraban también orgías y fiestas para amigos y sicarios.
A su vez se descubre que la guardia principal de cárcel estaba bajo su nómina mientras que el Ejército era el encargado de la seguridad a las afueras de la cárcel ignorando varias acciones de Escobar (aunque los soldados tampoco quedaban exentos de sobornos y extorsiones del capo).
Todas estas excentricidades de Escobar no salen a la opinión pública hasta después de su fuga. Los medios apodaron a la Catedral de "Cárcel de Máxima Seguridad" a "Cárcel de Máxima Comodidad".

### Fuga
Cuando Escobar incrementó a US$500 000 semanales la cuota que demandaba a sus cómplices del Cartel de Medellín, Fernando Galeano y Gerardo Moncada se negaron a pagarla. En los primeros días de julio de 1992 John Jairo Posada Tití y Brances Muñoz Mosquera Tyson descubren y roban una casa caleta con US$23 millones de los Galeano y Moncada, quienes tras quejarse, concretan una cita en la cárcel a la cual van posteriormente. Tití y Tyson avisan a Mario Alberto Castaño Chopo de su descubrimiento y éste avisa a Escobar. Después de ser confrontado, Galeano y Moncada le ofrecen a Escobar un buen porcentaje de la caleta pero Chopo azuza a Escobar que ambos tienen más caletas ocultas. Por ello, el 4 de julio, Escobar decide matarlos dentro de la cárcel, también fueron asesinados William Moncada y Mario Galeano quienes se encontraban en Medellín. Se salvaron de morir Rafael Galeano y Diego Fernando Murillo quienes estaban en las puertas del penal. Esto desata el comienzo del final de Escobar ya que Mireya Galeano, con la mediación de Rodolfo Ospina Baraya Chapulín, habla con el fiscal General de la Nación, Gustavo de Greiff y éste le informa al gobierno colombiano.
El 21 de julio, el gobierno del presidente César Gaviria, al enterarse de la acción de Escobar y presionado por la fiscalía, ordena el traslado de Escobar a una "verdadera prisión", la cual entonces era una base militar, mientras La Catedral sería militarizada por tropas de la Brigada IV de Antioquia. Poniendo en marcha el plan, Gaviria envía a Eduardo Mendoza De la Torre, viceministro de Justicia y del coronel Hernando Navas Rubio, director general de Prisiones de la Dirección General de Prisiones (hoy INPEC), quienes antes ignoraban sus funciones en su camino al Aeropuerto El Dorado pero enterados de ellas al llegar al Aeropuerto Olaya Herrera en Medellín; Navas haría el cambio de guardia mientras el ejército y la policía militarizarían la cárcel con Mendoza representando al gobierno. Escobar se percata al enterarse por personal en su nómina que le avisan de movilización de tropas hacia La Catedral. Esa misma noche Escobar se entera posteriormente del traslado por medio de Navas, quien debía coordinar el cambio de guardia con el jefe de seguridad pero habló directamente con Escobar. Éste al exigir a un representante del gobierno hace que Mendoza ingrese aunque no estaban en la tarea de darle la noticia, debían coordinar el operativo de traslado y a su vez iniciarían la militarización de la cárcel, sin embargo, una tropa de soldados no podría llegar debido a que estaba descansando ya que el día anterior habían desfilado por el aniversario del 20 de julio, fecha del grito de independencia de Colombia. Escobar hace que Mendoza llame a la Casa de Nariño y decide resistirse al traslado, tomando de rehenes a los dos funcionarios secretamente, además de hacerles confesar sus verdaderos propósitos, y fraguando, junto con sus matones, su fuga de la cárcel. Escobar argumentó sentirse traicionado por el gobierno y que iba a ser extraditado o asesinado. Mendoza, tras llamar por segunda vez al Palacio de Nariño, recibe la notificación del secretario de presidencia Fabio Villegas Ramírez de la destitución de ambos funcionarios como consecuencia de sus acciones y para quitarle peso a los rehenes de Escobar.
El 22 de julio de 1992, Escobar y sus hombres (solo no huyeron 5 hombres, entre esos estaban: La Garra, Juan Urquijo, Icopor, Valentin Taborda y el Gordo Lambas) huyen de la prisión al patear uno de los muros traseros de la prisión, el cual estaba hecho de yeso, haciendo débil la estructura. El capo y sus secuaces huyen caminando, aprovechando la neblina que cubría la zona y el apagón de la llamada Hora Gaviria. Cuando la fuerza pública se dirigía a La Catedral para el traslado de Escobar se les informa de su fuga y posteriormente rescatan a Mendoza y a Navas Rubio, este había llamado a la Presidencia horas antes y, como consecuencia por sus acciones, ambos son posteriormente relevados de su cargo además de quitarle relevancia a los rehenes de Escobar.
Posteriormente el Bloque de búsqueda es reactivado en su tarea de localizar a Escobar, y con ayuda de Los Pepes (Perseguidos por Pablo Escobar), daría de baja a Escobar en un tejado de una casa en Medellín el 2 de diciembre de 1993.

## Después de la fuga
La Catedral ha sido deteriorada debido a saqueadores quienes alcanzaron a robar varios elementos de lujo que poseía Escobar mientras otros buscaban caletas escondidas sin éxito. El abandono también ha deteriorado la antigua prisión de la cual subsisten unos pocos muros y las canchas de fútbol. Hoy en día a pesar del deterioro, La Catedral es visitada por turistas que visitan el municipio de Envigado.
La Comunidad Benedictina Fraternidad Monástica Santa Gertrudis recibió este predio en comodato por parte del municipio de Envigado.
En los predios de la Catedral se construyó un hogar geriátrico llamado Fundación San Benito Abad, el cual es administrado por los monjes benedictinos anglicanos. Además existe una capilla dedicada a la advocación mariana de la Virgen Desatanudos.